# Găgăuzii din România

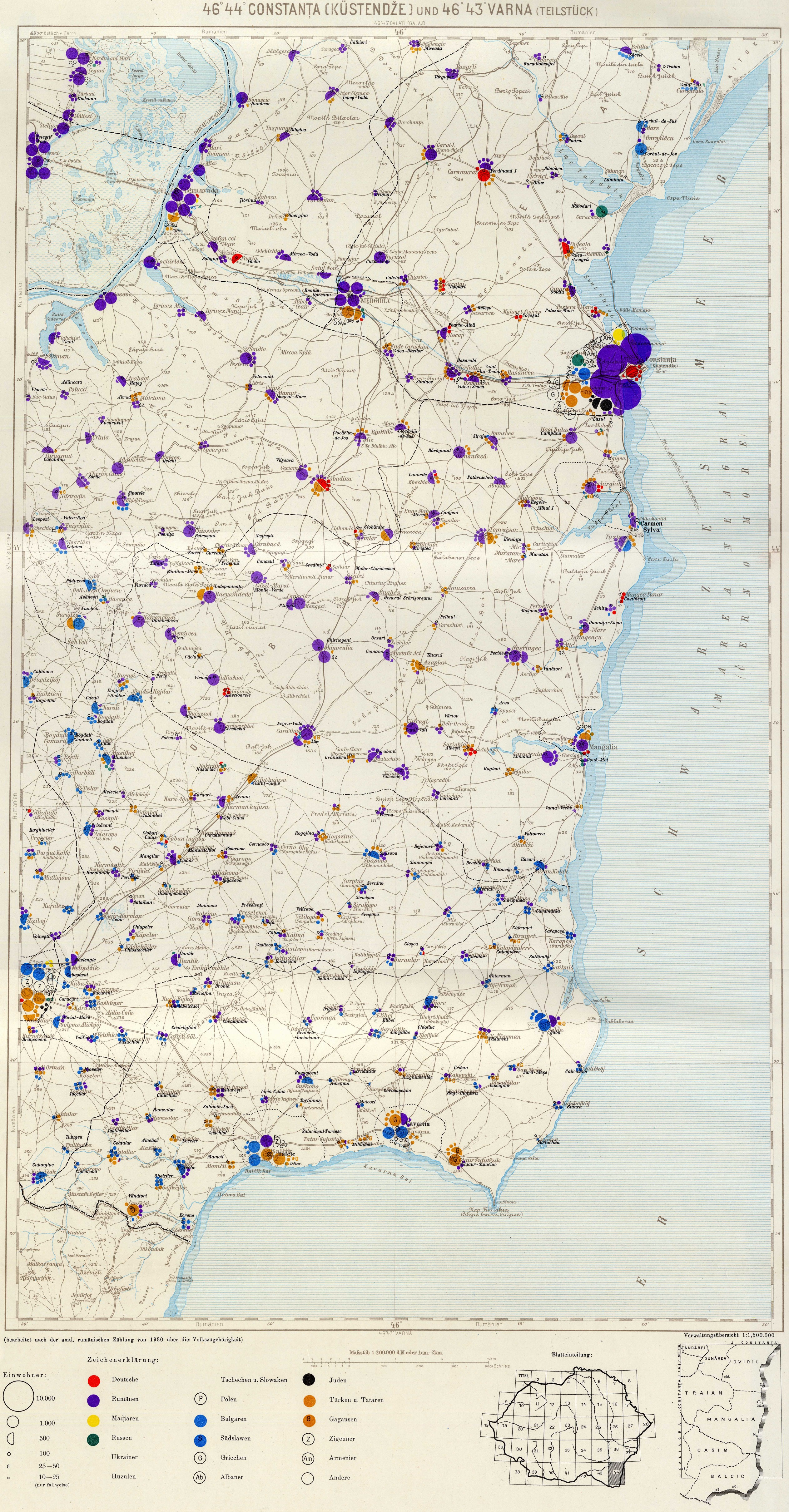
La recensământul din 1930, nu doar în Basarabia a fost înregistrat un număr important de gagauzi, ci şi în judeţele Constanţa și Caliacra. În această hartă, găgăuzii sunt marcați cu buline portocalii (popor turcic), însoțite de litera G (literă neagră aplicată peste bulina portocalie) sau G (literă portocalie aplicată lângă bulina portocalie)

Găgăuzii sunt unul dintre cele mai vechi grupuri etnice minoritare de pe teritoriul României de azi, prezența lor datând de aproximativ un mileniu. În România găgăuzii sunt concentrați în Dobrogea, iar religia lor este creștinismul ortodox.
Dobrogea și regiunea (podișul) Deliorman sunt regiunile în care s-a produs etnogeneza poporului găgăuz în secolul XIII. Din acest secol datează formațiunea statală Uziăilet (în zona Cavarna-Mangalia), pe care cercetătorrii o califică ca fiind prima formațiune statală a poporului găgăuz. De asemenea, în secolul XVIII în regiunea Varna a existat o efemeră republică găgăuză numită Vister. 
Până la începutul secolului XIX, numărul găgăuzilor din Dobrogea era încă foarte ridicat. În deceniile ulterioare anexării Basarabiei de către Rusia (1812), majoritatea găgăuzilor au emigrat spre această regiune, fiind ademeniți de privilegiile acordate de către administrația țaristă, dar și de posibilitatea de a scăpa de asuprirea  otomană cauzată de religia lor creștină. O mică parte a rămas totuşi în Dobrogea unde, din pricina micșorării dramatice a comunității, dar și din lipsa facilităților pentru această etnie (școli și biserici în limbă proprie), au fost în cea mai mare parte asimilați de populațiile conlocuitoare. În ciuda faptului că autoritățile din România recunosc existența unei etnii găgăuze acceptând la recensăminte declararea apartenenței la aceasta , numărul celor care s-au declarat ca atare la recensământul din 2002 a fost extrem de redus: doar 45 de persoane.
În anul 1930, numărul găgăuzilor din județele Tulcea și Constanța se ridica la aproximativ 1.000 de persoane, din care 752 persoane în județul Constanța.

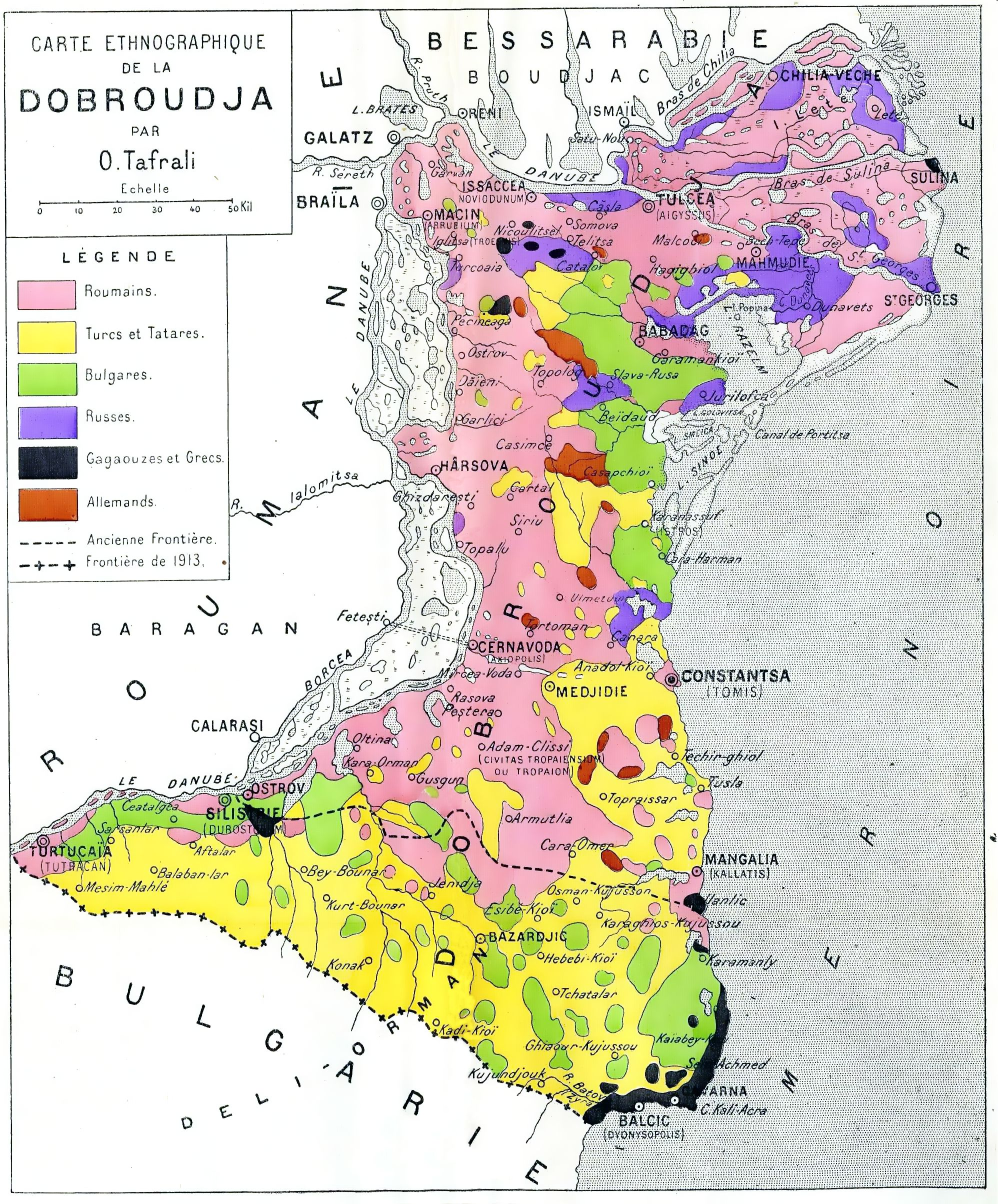
Harta etnică a Dobrogei în 1918 întocmită de Orest Tafrali

În județul Tulcea, cele mai importante așezări cu găgăuzi sunt (respectiv erau) Beidaud, Stejaru, Agighiol și Izvoarele. 
În județul Constanța, cele mai importante așezări cu găgăuzi sunt/erau Vama Veche (Yilanlîk), Negru Vodă (Kara Omer), Tătaru (Azaplar), Șipotele (Ghiol-Punar), Pădureni (Nastradin), Topraisar, Cernavodă, Techirghiol, Mangalia, Constanța.
În unele perioade istorice, România a deținut și alte teritorii în care trăiau găgăuzi: înainte de 1878 Cahul, Izmail și Bolgrad; între 1913 și 1940 Cadrilaterul; între 1918 și 1940, respectiv 1941-1944, Basarabia.
De asemenea, din cele câteva sute de mii de cetățeni moldoveni care s-au stabilit în ultimii ani în România, se află și persoane de etnie găgăuză, având în vedere că România nu acordă  basarabenilor cetățenia pe criterii etnice, ci istorice.

## Găgăuzi notabili
- Alexandru Averescu
- Alexandru Bârlădeanu
- Ion Caragancev
- Lascăr Catargiu
- Pavel Guciujna
- Gleb Drăgan
- Vladimir Caraganciu- astronom
- Anatol Caraganciu- economist
- Dionis Tanasoglu
- Dumitru Topciu
- Mihail Guboglu
- Mihail Guboglo
- Dimitri Karacioban